# Paul Roma
Paul Centopani, meglio conosciuto con lo pseudonimo Paul Roma (Kensington, 29 aprile 1960), è un ex wrestler ed ex pugile statunitense.
È noto soprattutto per la sua permanenza nella World Wrestling Federation e nella World Championship Wrestling negli anni ottanta e novanta. Lottava principalmente nelle competizioni di coppia, dove lavorò con partner quali Jim Powers, Hercules, Arn Anderson e Paul Orndorff.

## Carriera nel wrestling
Roma entrò nel mondo del bodybuilding professionistico in giovane età, per poi iniziare l'attività di lottatore.

### World Wrestling Federation (1985-1991)

#### Young Stallions
Debuttò nel wrestling nel 1985 e ben presto firmò un contratto con la WWF. Il primo impegno importante arrivò nel 1987 quando Paul venne accoppiato con Jim Powers in un tag team chiamato "The Young Stallions" ("I giovani stalloni"). Paul Roma & Jimmy Powers, durante la puntata dell'8 agosto 1987 di WWF Superstars of Wrestling (registrata il 15 luglio), ottennero una vittoria prestigiosa per squalifica contro i campioni mondiali di coppia Hart Foundation. La vittoria catapultò il team in un breve periodo di forte popolarità come coppia "face" della federazione. Roma e Powers furono inoltre una delle uniche due coppie sopravvissute (insieme ai The Killer Bees) nel match tag team ad eliminazione svoltosi nella prima edizione del pay-per-view Survivor Series il 26 novembre 1987. Altro notevole feud del periodo vide Paul Roma & Jimmy Powers contrapposti ai The Conquistadors (1 & 2), con molti dei confronti che si svolsero al Boston Garden.
Non passò troppo tempo però prima che Vince McMahon perdesse interesse nel promuovere gli Young Stallions. Ciò fu in parte dovuto al fatto che, Powers e Roma nella vita reale non si potevano vedere l'uno con l'altro. Il team iniziò a combattere in match di progressiva minore importanza nel corso di vari house show televisivi. A seguito di una sconfitta rimediata contro i Demolition il 19 marzo 1989 durante WWF Wrestling Challenge, la coppia iniziò a discutere dopo l'incontro. Presto, gli Young Stallions si separarono senza una storyline esplicativa o un annuncio ufficiale. Il team si riunì brevemente dal giugno 1989 all'agosto 1989, per poi sciogliersi definitivamente.

#### Power and Glory
Nella competizione da singolo, Paul Roma sconfisse Boris Zhukov in un dark match alle Survivor Series 1989, e schienò anche Steve Lombardi in altri dark match sia alla Royal Rumble 1990 che a WrestleMania VI. Altre vittorie (questa volta trasmesse in Tv) arrivarono poi su Buddy Rose e Boris Zhukov nella primavera successiva, anche se Roma subì sconfitte da parte di Rick Martel, Bad News Brown e Ted Dibiase. Tuttavia sarebbe nuovamente stato nella categoria riservata ai combattimenti di coppia che la carriera di Roma avrebbe avuto una scossa positiva. In maggio a Prime Time Wrestling Roma lottò in coppia con Hercules Hernandez per la prima volta, sconfiggendo Ken Johnson e Buddy Rose. All'inizio sembrava essere una collaborazione occasionale quella tra lui ed Hercules, ma invece i due furono inseriti in una delle storyline principali il mese seguente, e il loro tag team venne denominato "Power and Glory". In questo periodo, Roma ebbe l'opportunità di combattere (sconfiggendolo) il suo ex partner, Jim Powers, che, all'epoca, faceva coppia con Jim Brunzell.
Nel giugno 1990 la carriera di Roma toccò l'apice in WWF, quando divenne uno dei "cattivi" della federazione insieme a Hercules. Dopo aver perso un match contro Dino Bravo disputatosi a WWF Superstars, i Rockers arrivarono di corsa per aiutare Roma, ma egli invece, spalleggiato da Hercules, attaccò inaspettatamente Michaels e Jannetty. Roma & Hercules iniziarono quindi un importante feud con i Rockers. I Power and Glory affrontarono i Rockers a SummerSlam 1990 dove Marty Jannetty venne costretto a combattere praticamente da solo dopo che Roma e Hercules avevano infortunato Shawn Michaels prima del match (la storyline venne ideata per giustificare l'assenza di Michaels che doveva riprendersi da infortuni precedenti). Quando Shawn si ristabilì, il feud proseguì, con i due team contrapposti alle Survivor Series, che videro i Power and Glory uscire ancora una volta vincitori.
I Power and Glory sfidarono poi i campioni mondiali di coppia The Hart Foundation ma non riuscirono mai a strappare le cinture a Bret Hart & Jim Neidhart. Successivamente si scontrarono ancora con i The Rockers durante il brevissimo regno da campioni di questi ultimi (cancellato in seguito dall'albo d'oro dalla WWF quando il titolo venne loro revocato)  La sfortuna dei Power and Glory continuò anche a WrestleMania VII dove furono sonoramente sconfitti dai The Legion of Doom in meno di un minuto.
Come lottatore singolo, nell'estate del 1991 Paul Roma lottò in numerosi match contro avversari del calibro di Davey Boy Smith, Virgil, Bret Hart, e Ricky Steamboat. L'ultima apparizione dei Power & Glory nel corso di un pay-per-view si ebbe in occasione di SummerSlam 1991 quando, insieme a The Warlord, persero contro Ricky Steamboat, Kerry Von Erich e Davey Boy Smith. Roma lasciò la WWF poco tempo dopo per poi riapparire come nuovo membro dei Four Horsemen nella World Championship Wrestling, mentre Hercules avrebbe proseguito nella compagnia di Stanford ancora per qualche mese prima di andarsene a sua volta dalla federazione.

### World Championship Wrestling (1993-1995)

#### Pretty Wonderful
Nel 1993, Paul Roma firmò un contratto con la World Championship Wrestling e divenne un membro della stable heel dei "Four Horsemen" insieme a Ric Flair ed Arn Anderson. Flair era appena tornato in WCW dopo la sua celebre parentesi alla WWF all'inizio del 1993, e aveva subito deciso di ricostituire gli Horsemen. Il piano originale era quello di avere nel gruppo Tully Blanchard (già membro in passato della stable), ma gli accordi tra la WCW e Blanchard saltarono quando Tully fallì un test anti-droga. Combattendo in coppia, Paul Roma e Arn Anderson vinsero il WCW World Tag Team Championship sconfiggendo "Stunning" Steve Austin e "Lord" Steven Regal (che sostituiva l'infortunato Brian Pillman). Paul Roma e Arn Anderson detennero il titolo per un mese circa prima di perderlo contro i Nasty Boys.
Dopo il pay-per-view Battlebowl del 1993, gli Horsemen Paul Roma e Arn Anderson affrontarono Paul Orndorff e "Stunning" Steve Austin a WCW Saturday Night. Durante il match Roma si dimostrò molto disinteressato nei confronti del suo compagno di tag team, facendo presagire sviluppi futuri. In seguito Roma lottò insieme a Erik Watts nuovamente contro Orndorff ed Austin, ma questa volta Roma attaccò Watts prima di annunciare la nuova alleanza con Paul Orndorff. Sotto la tutela del manager Masked Assassin, la coppia denominata "Pretty Wonderful" sembrò funzionare bene nel corso di un feud con Marcus Alexander Bagwell e 2 Cold Scorpio. Dopo qualche mese il team prese di mira i campioni WCW World Tag Team Cactus Jack e Kevin Sullivan. A Bash at the Beach 1994 Roma e Orndorff ebbero il vantaggio di combattere contro i campioni quando erano entrambi reduci da infortuni (o almeno così asseriva la storyline). Cactus Jack e Kevin Sullivan non erano in grado di lottare veramente e così Roma e Orndorff uscirono dal ring con le cinture. Dopo la vittoria del titolo, i Pretty Wonderful furono immediatamente sfidati dai Nasty Boys che però non riuscirono mai a strappare loro i titoli di coppia. La prossima sfida dei Pretty Wonderful fu quella contro gli Stars’N’Stripes (Marcus Alexander Bagwell & The Patriot) a Fall Brawl 1994. I campioni difesero le cinture ma una settimana dopo le persero in favore degli avversari nel rematch. I Pretty Wonderful si ripresero il titolo nel corso dell'Halloween Havoc dello stesso anno.
A Clash of the Champions XXIX, gli Stars'N’Stripes ebbero nuovamente la possibilità di lottare per il titolo, ma gli avversari pretesero di inserire una clausola nel match: The Patriot avrebbe dovuto togliersi la maschera se il tag team fosse uscito sconfitto dalla contesa. Dopo un match controverso, gli Stars'N’Stripes furono dichiarati vincitori e nuovi campioni mondiali di coppia. Dopo la perdita delle cinture, Roma e Orndorff presero strade separate, sciogliendo di fatto la coppia. Poco tempo dopo un match contro "Das Wunderkind" Alex Wright a SuperBrawl V, Paul Roma venne improvvisamente licenziato dalla WCW. Alcuni ipotizzarono come causa del licenziamento il fatto che Roma fosse stato troppo violento contro il giovane Alex; voci però smentite dallo stesso Wright nel corso di un'intervista successiva.

### Carriera post-WCW
Roma tentò di tornare in WWF nel dicembre 1997 accompagnando uno studente di Mr. Fuji chiamato Alex Roma. I due Roma combatterono insieme solo in un dark match non trasmesso in Tv, svoltosi a Raw is War. Roma si ritirò nel 1998 per concentrarsi sul bodybuilding e sugli affari.
Nel 2006 Roma riapparve sulla scena nel wrestling quando venne nominato Commissioner della Connecticut Championship Wrestling, federazione minore ora fallita. Inoltre mise in atto una reunion dei "Pretty Wonderful" con Paul Orndorff nella Connecticut Championship Wrestling. Passò poi a lottare nella IAW (Independent Association of Wrestling). Roma vinse il titolo IAW Heavyweight Championship, sconfiggendo Brian Costello (alias The Crippler) l'8 luglio 2006 all'evento IAW Clash at the Cove VIII, nell'Indiana. Perse poi la cintura contro The Crippler il 24 marzo 2007 a IAW Clash at the CAVE II (evento tenutosi nella palestra della Mishawaka High School di Mishawaka).

## Carriera pugilistica
Dopo aver abbandonato la World Wrestling Federation nel 1991, Roma divenne un pugile professionista, utilizzando però sempre il nome d'arte di Paul Roma dato che pensava gli avrebbe garantito più visibilità. Combatté in totale in tre match di boxe. Al suo debutto da pugile il 6 marzo 1992, Roma perse per KO tecnico alla quarta ripresa contro Jerry Arentzen, quando il suo manager gettò la spugna sul ring interrompendo il match. Questa vittoria fu una della uniche due della carriera di Arentzen. Il primo aprile 1992, Roma sconfisse Norman Fortini e poi il 5 maggio 1992 combatté e sconfisse anche Norman Shrink, in quelli che furono gli unici due incontri mai disputati dai fratelli Fortini e da Shrink. Dopo il terzo match, Roma chiuse la sua carriera di pugile ritornando al wrestling lottando in federazioni del circuito indipendente, ed in seguito nella WCW.

## Vita privata
Paul Roma dirige una scuola di wrestling a Bridgeport, in Connecticut. Nei primi anni novanta, apparve alla televisione australiana nello show Perfect Match, un programma basato sul format de Il gioco delle coppie.

## Personaggio
- Mossa finale
  - Diving elbow drop
- Con Hercules
  - Mossa finale di coppia
    - Power-Plex (Superplex di Hercules seguito da diving splash da parte di Roma)[20][21]
- Manager
  - Slick
  - Masked Assassin
  - Mr. Ruby

## Titoli e riconoscimenti
- Catch Wrestling Association
  - CWA World Middleweight Championship (1)[22]
- Independent Association of Wrestling
  - IAW Heavyweight Championship (3)
  - IAW Tag Team Championship (3) - con Repo Man (1), Hercules (1), ed Alex Roma (1)
- Pro Wrestling Illustrated
  - 434º nella lista dei migliori 500 wrestler singoli durante i "PWI Years" del 2003.
  - PWI Most Improved Wrestler of the Year (1990)
- World Championship Wrestling
  - WCW World Tag Team Championship (3) - con Arn Anderson (1)  e Paul Orndorff (2)